# Štěpánov u Olomouce
Štěpánov (deutsch Stefanau) ist eine Stadt in Tschechien. Sie liegt elf Kilometer nördlich von Olomouc und gehört zum Okres Olomouc.

## Geographie
Štěpánov erstreckt sich rechtsseitig der Oskava in der Obermährischen Senke (Hornomoravský úval). Östlich mündet der Bach Říčí potok in die Oskava. Im Süden verläuft die Bahnstrecke Olomouc – Zábřeh. Westlich führt die Staatsstraße II/446 von Olomouc nach Uničov an Štěpánov vorbei. Gegen Südosten liegt in den Marchauen der Baggersee Chomoutovské jezero. Im Westen befindet sich das Landschaftsschutzgebiet Litovelské Pomoraví.
Nachbarorte sind Krnov, Jílkov und Liboš im Norden, Moravská Huzová im Nordosten, Štarnov und Lašťany im Osten, Bohuňovice, Benátky und Březce im Südosten, Chomoutov, Sedlisko, Horka nad Moravou, U Tří Mostů und Skrbeň im Süden, Příkazy im Südwesten, Hynkov und Lhota nad Moravou im Westen sowie Střeň, Novoveská Čtvrť und Pňovice im Nordwesten.

## Geschichte
Die erste schriftliche Erwähnung von Scepanouiche erfolgte 1201, als König Ottokar I. Přemysl den Hof anlässlich des Requiems für die Herzöge Vladimir von Olmütz und Břetislav von Znaim dem Kloster Hradisko schenkte. Ab 1273 wurde der Ort als Stephansdorf bzw. Stephanow bezeichnet. Seit 1455 ist eine Pfarre in Stephansdorf nachweisbar. Weitere Namensformen waren Sczepanow (1506), Štěpánov (ab 1516), Schtenkei (1598), Sstiepanow (1676), Stephanau (ab 1751) und Stephanovium (1771). Die Matriken wurden ab 1648 in Hnojice und seit 1668 vor Ort geführt. Eine Schule ist seit 1681 nachweisbar, sie erhielt 1786 ein eigenes Gebäude. Die ältesten Ortssiegel stammen aus den Jahren 1749 und 1787; sie zeigen den hl. Laurentius mit einem Rost und Palmzweig. Bis zur Gründung der Eisengießerei Franzenshütte durch Franz Klein im Jahre 1844 lebten die Bewohner von der Landwirtschaft und Fischerei. 1845 wurde die Eisenbahn von Olmütz nach Prag in Betrieb genommen. Die Franzenshütte ging 1849 in Betrieb.
Nach der Aufhebung der Patrimonialherrschaften bildeten Dolní Štěpánov/Unter Stephanau und Horní Štěpánov/Ober Stephanau ab 1850 zwei Gemeinden mit gemeinschaftlicher Gemeindevertretung und getrennten Kassen in der Bezirkshauptmannschaft Sternberg. 1856 nahm die deutsche Dorfschule den Unterricht auf. In der zweiten Hälfte des 19. Jahrhunderts wurde die zur Zöptauer und Stefanauer Bergbau- und Eisenhütten-Aktiengesellschaft der Gebrüder Klein gehörende Eisenhütte zu einem der größten Industriebetriebe in Mähren erweitert. Seit 1872 wurde der deutsche Name Stefanau verwendet.
1889 schlossen sich Dolní Štěpánov und Horní Štěpánov zu einer Gemeinde Dolní Štěpánov zusammen. Im Jahre 1890 bezogen die tschechische und die deutsche Schule gemeinsam ein neues Schulhaus. Der tschechische Ortsname wurde am 16. April 1907 in Štěpánov geändert. Beim Zensus von 1919 hatte die Gemeinde 2814 Einwohner, davon waren 2411 Tschechen und 403 Deutsche. 1911 wurde ein weiteres Schulgebäude für die Bürgerschule fertiggestellt. Im darauffolgenden Jahr begannen die Regulierungsarbeiten an der Oskava, die nach zehn Jahren abgeschlossen wurden. 1917 wurde die Gemeinde an das Elektrizitätsnetz angeschlossen. Nachdem sich die überwiegend von Deutschen bewohnte Bezirksstadt Sternberg mit dem nördlichen Teil des Bezirkes nach dem Zusammenbruch der k.u.k. Monarchie als Teil der am 29. Oktober 1918 ausgerufenen Provinz Sudetenland erklärt hatten, wurde Štěpánov/Stefanau zum tschechoslowakischen Verwaltungssitz für den tschechischsprachigen Teil des Bezirks und Gerichtsbezirks Šternberk mit den Dörfern Lašťany, Bohuňovice, Štarnov, Moravská Huzová, Štěpánov, Krnov, Liboš, Hnojice, Žerotín und Strukov. Als die Provinz Sudetenland 1919 der Tschechoslowakei zugesprochen wurde, kehrten die Ämter wieder nach Šternberk zurück. Im Jahre 1921 hatte die Gemeinde 2957 Einwohner, davon waren 2559 Tschechen und 398 Deutsche. Im Jahre 1923 stellte die Gemeinde ein erfolgloses Gesuch um die Erhebung zur Stadt. Beim Zensus von 1930 lebten in dem Ort 3203 Personen, davon waren 2796 Tschechen und 384 Deutsche. Die Eisenhütte wurde während der Weltwirtschaftskrise im Jahre 1932 stillgelegt. Nach der Trockenlegung des Teiches entstand 1934 der Švehla-Garten mit einem Denkmal für Antonín Švehla. Während der Sudetenkrise entstand 1938 auf dem Gelände der ehemaligen Eisenhütte ein Internierungslager für Führungspersonen der Sudetendeutschen Partei. Nachdem am 8. Oktober 1938 infolge des Münchner Abkommens große Teile des Bezirkes Sternberg an das Deutsche Reich abgetreten werden mussten, verblieb Štěpánov bei der „Resttschechei“ und wurde dem Bezirk Olmütz-Land zugeordnet. Im Jahre 1939 hatte Stefanau 2974 Einwohner. Nach der deutschen Besetzung diente das Lager Stefanau zwischen dem 15. März und 28. September 1939 zunächst als deutsches Konzentrationslager. und wurde ab dem 1. September 1939 als Internierungslager für im Rahmen der „Aktion Albrecht“ verhaftete Tschechen genutzt. Während dieser Zeit erfolgte der Zuzug von 151 Familien mit etwa 400 Personen aus Südmähren, der Slowakei und Karpathorussland. 86 davon verließen Stefanau recht bald wieder und zogen ins Landesinnere. Die Bronzebüste Antonín Švehlas wurde 1943 auf Anweisung der Protektoratsregierung vom Sockel gestürzt. Nach Kriegsende kam die Gemeinde 1945 zunächst zum Okres Šternberk zurück, wurde aber bereits 1949 erneut dem Okres Olomouc-okolí zugeordnet. In den Jahren 1945 bis 1946 befand sich auf dem Gelände der Eisenhütte ein Zwangsarbeitslager für Sudetendeutsche vor ihrer Abschiebung. Seit der Aufhebung des Okres Olomouc-okolí im Jahre 1960 gehört Štěpánov zum Okres Olomouc. Am 1. Juli 1960 erfolgte die Eingemeindung von Březce. Im Jahre 1974 wurde Moravská Huzová mit Benátky und Stádlo eingemeindet, zwei Jahre später auch Liboš mit Krnov und Jílkov. 1988 wurde ein neuer Schulpavillon für die Grundschule eingeweiht. Liboš, Krnov und Jílkov lösten sich zum 31. Dezember 1990 wieder los und bildeten eine eigene Gemeinde. Štěpánov führt seit 1997 ein Wappen und Banner. Am 31. Dezember 2004 hatte die Gemeinde 3336 Einwohner; davon lebten 2547 in Štěpánov, 332 in Moravská Huzová, 249 in Březce, 124 in Stádlo und 84 in Benátky. Im Jahre 2006 wurde das Dorf bei einem Hochwasser der Oskava teilweise überflutet. Seit dem 22. Juli 2020 ist Štěpánov eine Stadt.

## Gemeindegliederung
Die Gemeinde Štěpánov besteht aus den Ortsteilen
- Březce (Bresetz)
- Moravská Huzová (Mährisch Hause) mit Benátky (Benatek) und Stádlo (Staadl)
- Štěpánov (Stefanau) mit Novoveská Čtvrť.

Grundsiedlungseinheiten sind Benátky, Březce, Moravská Huzová, Novoveská čtvrť, Stádlo und Štěpánov.
Das Gemeindegebiet gliedert sich in die Katastralbezirke Březce, Moravská Huzová, Stádlo und Štěpánov u Olomouce.

## Sehenswürdigkeiten
- Pfarrkirche des hl. Laurentius, erbaut 1772–1773
- Filialkirche der hl. Barbara in Na hutích, errichtet 1875, zur Blütezeit der Stefanauer Hütte, als Kirche der deutschen Hüttenleute
- Orthodoxe Kirche des hl. Prokop, erbaut 1928
- Kirche des hl. Florian in Moravská Huzová
- Kolonie, aus 20 Häusern bestehende Arbeitersiedlung aus der Mitte des 19. Jahrhunderts
- Haus Nr. 267, ehemaliges Arbeitervereinshaus
- Dreifaltigkeitssäule, geschaffen 1812 im Empirestil
- Statue des hl. Johannes von Nepomuk in Moravská Huzová, am Wegekreuz nach Štarnov
- Steinkreuz auf dem Friedhof, errichtet 1812
- Steinkreuz in Březce, die daneben befindlichen Statuen wurden entwendet
- Nischenkapelle mit zwei Sühnekreuzen aus dem 16. und 17. Jahrhundert in der Bahnhofstraße (ul. Nádražní)
- Kapelle in Stádlo
- Bauerngut in Stádlo mit mächtiger Dachkonstruktion
- Bildstock bei Novoveská Čtvrť
- Denkmal für die Opfer beider Weltkriege in Štěpánov, errichtet 1923 vom Prager Bildhauer Žák
- Denkmal für die Opfer beider Weltkriege in Moravská Huzová
- Gedenkstein für die Gefallenen und Helden in Benátky
- Denkmal für Antonín Švehla, errichtet 1933. Die 1943 entfernte Bronzebüste Švehlas wurde nach dem Zweiten Weltkrieg vom Pfarrer Josef Slavík in Prag bei der Suche nach den Kirchenglocken wiederaufgefunden. Sie wurde an die Bäuerliche Darlehnskasse Štěpánov übergeben, verschwand dort aber recht bald wieder. Am 28. August 1948 wurde an ihrer Stelle eine Büste des Präsidenten T.G. Masaryk enthüllt.

## Persönlichkeiten

### Söhne und Töchter der Gemeinde
- Theodor Georg Rakus (1869–1929), österreichischer Studentenführer, Arzt und Gesandter

### In der Gemeinde wirkten
- František Tomášek, er war von 1954 bis 1965 Administrator der Pfarre Moravská Huzová